# Вдовика Олена Василівна
Олена Василівна Вдовика (нар. 23 лютого 1974, Київ, УРСР) — українська футболістка, півзахисниця, тренерка.

## Клубна кар'єра
Футбольну кар'єру розпочала в «Динамо», у футболці якого дебютувала 18 квітня 1992 року в переможному (1:0) виїзному поєдинку 3-го туру Вищої ліги України проти «Зорі-Спартака». У команді провела півтора сезони, за цей час у Вищій лізі зіграла 34 матчі, ще 7 поєдинків провів у кубку України. Потім виступала за «Юнісу» (Луганськ) та «Спартак» (Київ).
У серпні 1995 року разом із Людмилою Павленко перейшла з київського «Спартака» до «Калужанки». Перший матч за нову команду провела 1 вересня 1995 року в Москві проти команди «Серп і Молот» (0:0). У 2001 році провела 2 поєдинки у Вищій лізі України за «Київську Русь».

## Кар'єра в збірній
У футболці національної збірної України дебютувала 30 червня 1992 року в нічийному (0:0) домашньому товариському матчі проти збірної Молдови. Олена вийшла на поле на 70-й хвилині, замінивши Світлану Фрішко.

## Кар'єра тренерки
У 2005—2006 роках працювала тренеркою у команді «Печерськ» (Київ).

## Досягнення
- Вища ліга України
  -  Чемпіон (1): 1992
  -  Срібний призер (1): 1994

- Кубок України
  -  Володар (1): 1992